# アブデラ
アブデラ（古代ギリシア語: Ἄβδηρα / Ábdēra）は、トラキア地方にある古代ギリシアの都市。長音を用いてアブデーラとも表記される。ソフィストのプロタゴラスや、原子論を確立した哲学者デモクリトスの故郷としても知られる。
現在はアヴディラ（現代ギリシャ語: Άβδηρα / Ávdira）と呼ばれ、ギリシャ共和国東マケドニア・トラキア地方クサンティ県に属する都市であり、その周辺地域を含む基礎自治体（ディモス）である。

## 地理
ネストス川の河口から17km東北東の位置にある海岸の町であり、タソス島とは海を隔てて向かい合っている。2001年での人口は3,917人。

## 歴史

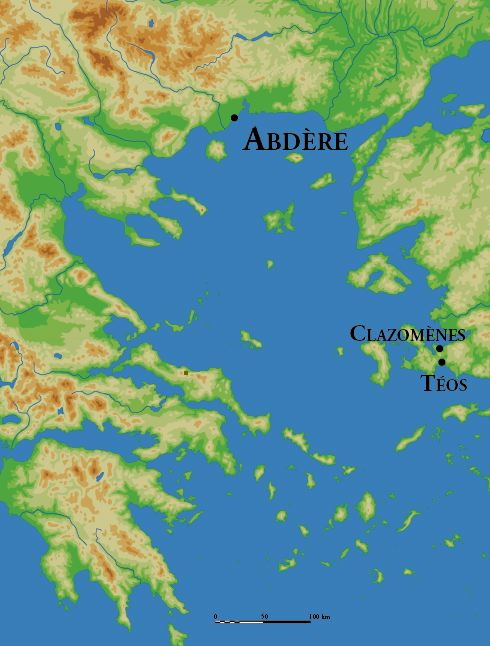
アブデラとふたつの母都市、クラゾメナイおよびテオス。

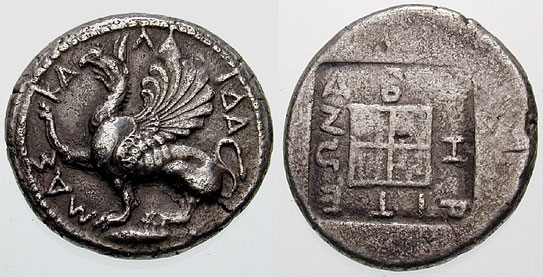
グリフォンが描かれたアブデラの貨幣。

### 古代
ギリシア神話によると、アブデラの町はヘラクレスがディオメーデースの人喰い馬を捕らえるためにトラキアを訪れたとき、従者である少年アブデロスが死んだため、アブデロスにちなんで建設したと言われている。歴史的にはイオニア地方の都市クラゾメナイ（現在のウルラ付近）からの入植者が建設したという。言い伝えでは紀元前654年に建設されたと言われている。検証はされていないが、紀元前7世紀に作られたとみられるギリシアの陶器が発掘されていることから、ほぼ事実であると言える。アブデラの町は繁栄し、紀元前544年にはアケメネス朝ペルシアへの服従を嫌ったテオスの町の住民の大部分がアブデラに移住した。詩人のアナクレオンもこの一人であった。アブデラ製の貨幣には、テオスと同じくグリフィンが描かれていて、特に銀貨の裏面の模様は多くの種類があり、美しかったという。
紀元前513年と紀元前512年にはアブデラはアケメネス朝に攻略された。紀元前492年には再び町をダレイオス1世に占領された。その後はデロス同盟に加盟し、アテナイ側でペロポネソス戦争を戦った。
アブデラはトウモロコシの生産や、内陸部にすむトラキア人やオドリス王国との交易における主要港となったことから、デロス同盟で3番目に豊かな町となった。そのためにアブデラの町は度々略奪された。紀元前376年にはトリバリ人、紀元前350年にはマケドニア王国のピリッポス2世やリュシマコス、セレウコス朝、プトレマイオス朝などによってであった。紀元前170年には共和政ローマが、またペルガモン王国のエウメネス2世がアブデラの町を包囲し、略奪したこともあった。
紀元前4世紀半ばになるとアブデラの町はやや衰退した。アテナイでは、ことわざで「アブデラの雰囲気」は「愚かなことをすること」を意味したが、実際は哲学者のデモクリトスや歴史家・懐疑主義哲学者のヘカタイオスなどの有名な人物をアブデラは輩出している。
現在では、アブデラの遺跡はバラストラ岬から見ることができる。7つの小高い丘には東から西の港に至るまで遺跡が広がっており、南側には中世のポリスティロン (Polystylon) の町の遺跡が残っている。アブデラにはローマ・カトリックの名義司教座が置かれている。

## 観光
- アブデラ考古学博物館